# مانفريد برانز
مانفريد برانز هو ناشط حقوق إل جي بي تي وقانوني وسياسي ألماني، ولد في 17 يوليو 1934 في لينتس آم راين في ألمانيا، وتوفي في 22 أكتوبر 2019 بسبب فشل الكبد. نشط حزبياً في الحزب الديمقراطي الاجتماعي الألماني.